# Karib-térség

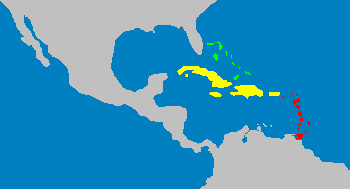
A Karib-szigetek három fő része:

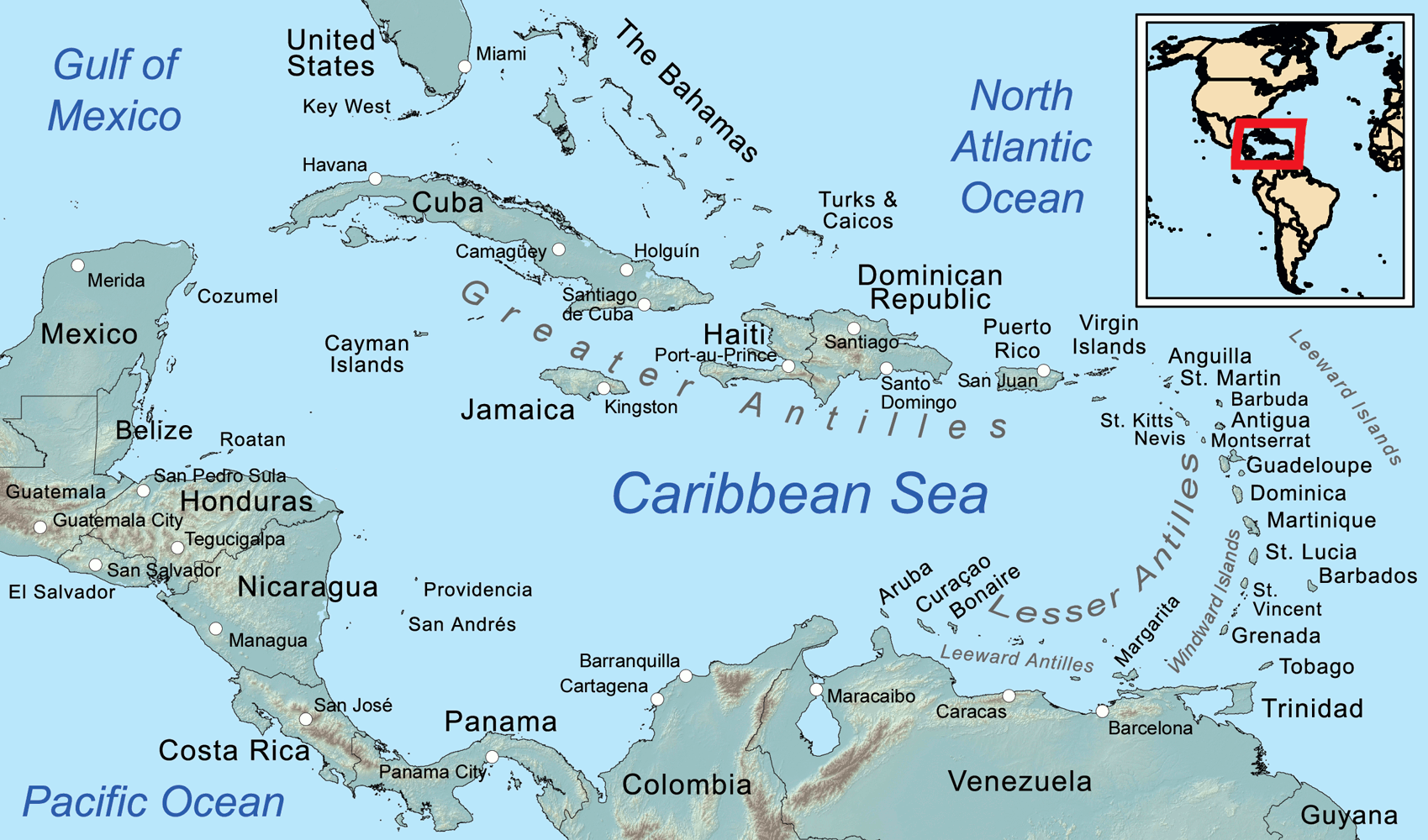
A Karib-térség (angol nyelvű)

Tengeri határok (angol nyelvű)

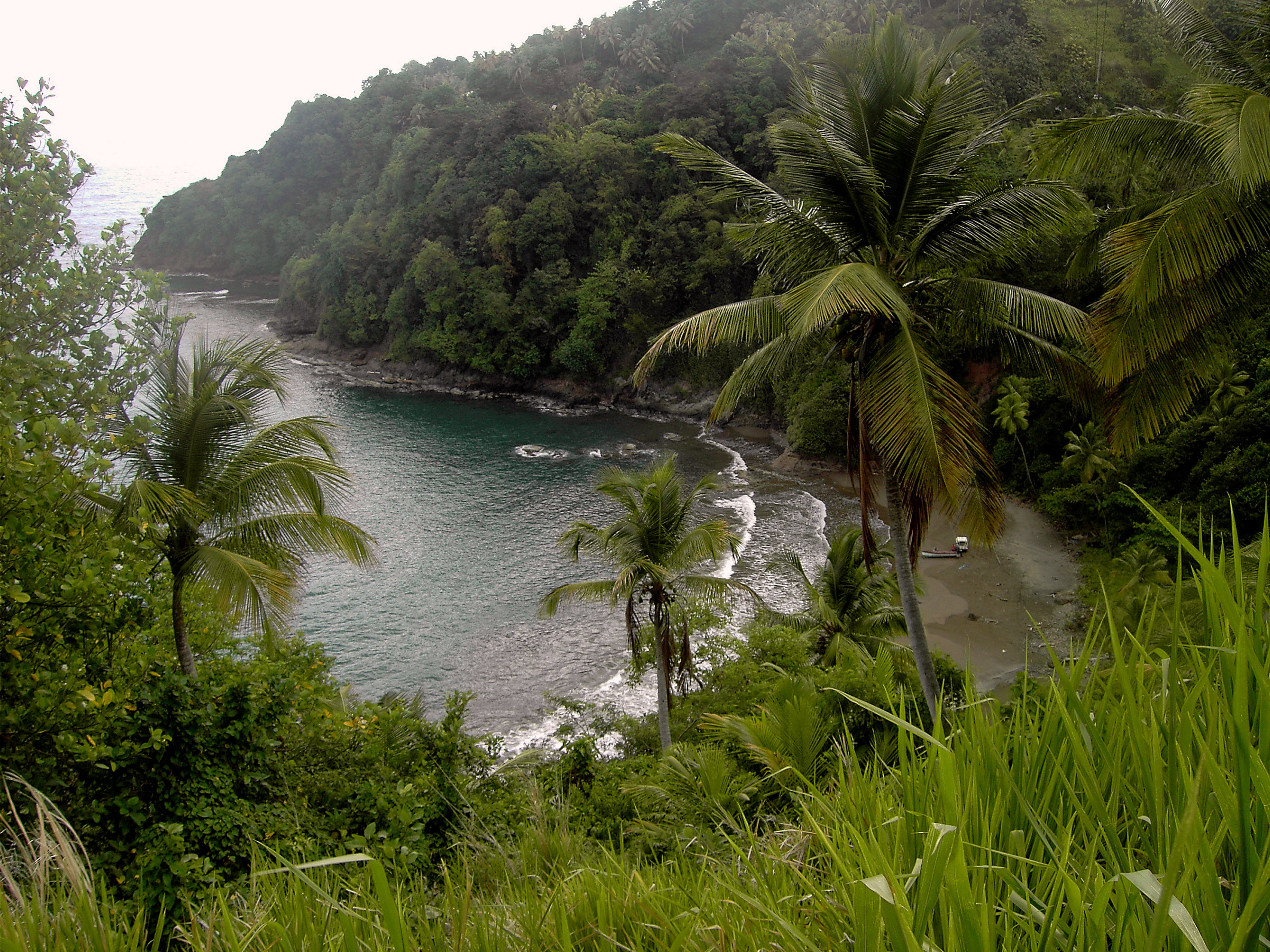
Dominika partvidéke

A Karib-térség vagy Karibi-térség (más néven Karib-szigetek vagy Karibi-szigetek) észak-, illetve közép-amerikai szigetcsoport.

## Részei
Három fő részre osztható:
- Bahama-szigetek

Nagy-Antillák: 
- Kuba
- Jamaica
- Haiti
- Dominikai Köztársaság
- Puerto Rico (USA)
- Navassa-sziget (USA)
- Turks- és Caicos-szigetek (Egyesült Királyság)
- Kajmán-szigetek (Egyesült Királyság)

Kis-Antillák:
- Amerikai Virgin-szigetek (USA)
- Brit Virgin-szigetek (Egyesült Királyság)
- Anguilla (Egyesült Királyság)
- Saint-Barthélemy (Franciaország)
- Saint-Martin (Franciaország)
- Sint Maarten (Hollandia)
- Saba (Hollandia)
- Sint Eustatius (Hollandia)
- Saint Kitts és Nevis
- Antigua és Barbuda
- Montserrat (Egyesült Királyság)
- Guadeloupe (Franciaország)
- Martinique (Franciaország)
- Dominikai Közösség
- Saint Lucia
- Barbados
- Saint Vincent és a Grenadine-szigetek
- Grenada
- Trinidad és Tobago
- Curaçao (Hollandia)
- Bonaire (Hollandia)
- Aruba (Hollandia)

Kulturális okokból sokszor a tágabb értelemben vett Karib-térséghez sorolják a következő közép- és dél-amerikai országokat is:
- Belize
- Suriname
- Guyana
- Francia Guyana
- Kolumbia és  Venezuela északi partvidéke

## Országok és területek
| Zászló                                      | Ország vagy terület                   | Zászló                                | Szuverenitás       | Státusz                           | Terület (km2) | Népesség (2018-2019) 2019 (becsl.) | Népsűrűség (2018-2019) (fő per km2) | Főváros           |
| ------------------------------------------- | ------------------------------------- | ------------------------------------- | ------------------ | --------------------------------- | ------------- | ---------------------------------- | ----------------------------------- | ----------------- |
| Antigua és Barbuda                          | Antigua és Barbuda                    | Antigua és Barbuda                    | független          | Parlamenti demokrácia             | 442           | 96 286                             | 199.1                               | St. John's        |
| Bahama-szigetek                             | Bahama-szigetek                       | Bahama-szigetek                       | független          | Parlamenti demokrácia             | 13 943        | 385 600                            | 24.5                                | Nassau            |
| Barbados                                    | Barbados                              | Barbados                              | független          | Parlamenti demokrácia             | 430           | 286 641                            | 595.3                               | Bridgetown        |
| Belize                                      | Belize                                | Belize                                | független          | Parlamenti demokrácia             | 23            | 383 000                            | 16.4                                | Belmopan          |
| Aruba                                       | Aruba                                 | Hollandia                             | Hollandia          |                                   | 180           | 105,845                            | 594.4                               | Oranjestad        |
| Bonaire                                     | Bonaire                               | Hollandia                             | Hollandia          | Hollandia speciális községe       | 294           | 12,093                             | 41.1                                | Kralendijk        |
| Sint Eustatius                              | Sint Eustatius                        | Hollandia                             | Hollandia          | Hollandia speciális községe       | 21            | 2,739                              | 130.4                               | Oranjestad        |
| Saba                                        | Saba                                  | Hollandia                             | Hollandia          | Hollandia speciális községe       | 13            | 1,537                              | 118.2                               | The Bottom        |
| Curaçao                                     | Curaçao                               | Hollandia                             | Hollandia          |                                   | 444           | 162,752                            | 317.1                               | Willemstad        |
| Sint Maarten                                | Sint Maarten                          | Hollandia                             | Hollandia          |                                   | 34            | 41,940                             | 1176.7                              | Philipsburg       |
| Saint-Martin (francia tengerentúli terület) | Saint Martin                          | Franciaország                         | Franciaország      | Tengeren túli terület             | 54            | 37,264                             | 552.2                               | Marigot           |
| Guadeloupe                                  | Guadeloupe                            | Franciaország                         | Franciaország      | Franciaország tengerentúli megyéi | 1 628         | 399,848                            | 246.7                               | Basse-Terre       |
|                                             | Martinique                            | Franciaország                         | Franciaország      | Tengerentúli terület              | 1 128         | 375,673                            | 352.6                               | Fort-de-France    |
|                                             | Saint Barthélemy                      | Franciaország                         | Franciaország      | Tengeren túli terület             | 21            |                                    | 354.7                               | Gustavia          |
| Dominikai Köztársaság                       | Dominikai Köztársaság                 | Dominikai Köztársaság                 | független          | köztársaság                       | 48 671        | 10 627 000                         | 207.3                               | Santo Domingo     |
| Haiti                                       | Haiti                                 | Haiti                                 | független          | köztársaság                       | 27 750        | 11 123 000                         | 361.5                               | Port-au-Prince    |
| Puerto Rico                                 | Puerto Rico                           | Amerikai Egyesült Államok             | Egyesült Államok   | Társult állam                     | 8 870         | 3,039,596                          | 448.9                               | San Juan          |
| Amerikai Virgin-szigetek                    | Amerikai Virgin-szigetek              | Amerikai Egyesült Államok             | Egyesült Államok   | Függő terület                     | 347           |                                    | 317.0                               | Charlotte Amalie  |
| Brit Virgin-szigetek                        | Brit Virgin-szigetek                  | Egyesült Királyság                    | Egyesült Királyság | Brit tengerentúli terület         | 151           |                                    | 152.3                               | Road Town         |
| Anguilla                                    | Anguilla                              | Egyesült Királyság                    | Egyesült Királyság | Brit tengerentúli terület         | 91            | 14,731                             | 164.8                               | The Valley        |
| Kajmán-szigetek                             | Kajmán-szigetek                       | Egyesült Királyság                    | Egyesült Királyság | Brit tengerentúli terület         | 264           |                                    | 212.1                               | George Town       |
| Montserrat (sziget)                         | Montserrat                            | Egyesült Királyság                    | Egyesült Királyság | Brit tengerentúli terület         | 102           |                                    | 58.8                                | Plymouth (Brades) |
| Turks- és Caicos-szigetek                   | Turks- és Caicos-szigetek             | Egyesült Királyság                    | Egyesült Királyság | Brit tengerentúli terület         | 948           |                                    | 34.8                                | Cockburn Town     |
| Kuba                                        | Kuba                                  | Kuba                                  | független          | köztársaság                       | 109 886       | 11 338 000                         | 102.0                               | Havanna           |
| Dominikai Közösség                          | Dominikai Közösség                    | Dominikai Közösség                    | független          | Parlamenti dem. köztársaság       | 751           |                                    | 89.2                                | Roseau            |
| Jamaica                                     | Jamaica                               | Jamaica                               | független          | Parlamenti demokrácia             | 10 991        | 2 934 850                          | 247.4                               | Kingston          |
| Grenada                                     | Grenada                               | Grenada                               | független          | Parlamenti demokrácia             | 344           | 111,454                            | 302.3                               | St. George's      |
|                                             | San Andrés y Providencia megye        | Kolumbia                              | Kolumbia           | Megye                             | 52,5          |                                    | 1431                                | San Andrés        |
|                                             | Venezuela függőségei                  | Venezuela                             | Venezuela          | Terület                           | 342           | 2155                               | 6.3                                 | Gran Roque        |
|                                             | Nueva Esparta                         | Venezuela                             | Venezuela          | Állam                             | 1 151         | 491 610                            | 427.1                               | La Asunción       |
| Trinidad és Tobago                          | Trinidad és Tobago                    | Trinidad és Tobago                    | független          | Parlamenti dem. köztársaság       | 5 130         | 1 389 843                          | 261.0                               | Port of Spain     |
| Saint Kitts és Nevis                        | Saint Kitts és Nevis                  | Saint Kitts és Nevis                  | független          | Federal Parlamenti demokrácia     | 261           |                                    | 199.2                               | Basseterre        |
| Saint Lucia                                 | Saint Lucia                           | Saint Lucia                           | független          | Parlamenti demokrácia             | 539           | 181,889                            | 319.1                               | Castries          |
| Saint Vincent és a Grenadine-szigetek       | Saint Vincent és a Grenadine-szigetek | Saint Vincent és a Grenadine-szigetek | független          | Parlamenti demokrácia             | 389           |                                    | 280.2                               | Kingstown         |
| Össz.                                       | Össz.                                 | Össz.                                 | Össz.              | Össz.                             | 235 667       | 43 721 039                         | 187.6                               |                   |